# Pasites dimidiata
Pasites dimidiata là một loài Hymenoptera trong họ Apidae. Loài này được Benoist mô tả khoa học năm 1950.